# Stefan Pieńkowski

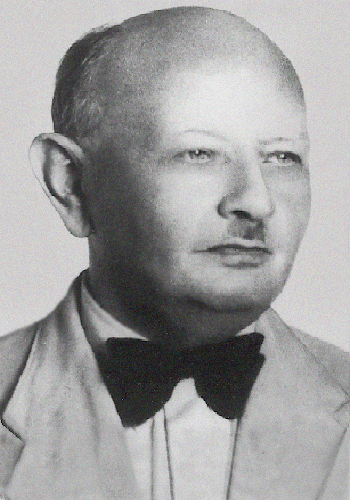
Stefan Pienkowski, aus: Polnische Monatszeitschrift Problemy, November 1963

Stefan Pieńkowski (* 28. Juli 1883 in Młynów; † 20. November 1953 in Warschau) war ein polnischer Experimentalphysiker. Er war 1921 bis zu seinem Tod Direktor des Instituts für Experimentalphysik der Universität Warschau. Er hatte als Gründer einer Schule von Experimentalphysikern in Warschau großen Einfluss auf die Entwicklung der polnischen Physik.

## Leben
Pienkowski studierte zunächst in Lüttich mit dem Ziel, Ingenieur zu werden, wechselte dann aber zur Physik mit der Promotion 1911. Danach war er bei Philipp Lenard in Heidelberg. 1919 kehrte er nach Warschau zurück und wurde Professor für Experimentalphysik an der Universität. 1925/26, 1933 bis 1936 und 1945 bis 1947 war er Rektor der Universität und während der deutschen Besetzung in der Untergrunduniversität.
Er befasste sich mit Röntgen-Strukturanalyse, Radioaktivität, Photolumineszenz und dem Raman-Effekt. Er schrieb ein in Polen bekanntes Lehrbuch der Experimentalphysik (Fizyka Doświadczalna).
Er war erster Herausgeber der Zeitschrift Fortschritt der Physik (Postępy Fizyki) und einer der Gründer der polnischen physikalischen Gesellschaft. Pienkowski war Mitglied der Polnischen Akademie der Gelehrsamkeit und ab 1952 der Polnischen Akademie der Wissenschaften. 1949 erhielt er den Orden des Banners der Arbeit (Order Sztandaru Pracy) und postum wurde er Kommandeur des Ordens Polonia Restituta.